# Перстач семилисточковий
{{#ifeq:0|0|{{#if:|{{#if:Potentillaheptaphylla|[[]}}|}}}}
Перстач семилистий, Перстач семилисточковий (Potentilla heptaphylla) — вид квіткових рослин роду перстач родини розові (Rosaceae).

## Ботанічний опис
Багаторічна рослина 10-20 см заввишки.
Стебла висхідні, червонуваті, покриті довгими горизонтально відхиленими волосками.
Прикореневі листки складаються із 5-9 листочків.

## Поширення в Україні
Зустрічається на Поліссі та у північній частині лісостепу, росте по схилах та пагорбах, на пісках.